# Manifestations d'agriculteurs aux Pays-Bas en 2019 et 2020

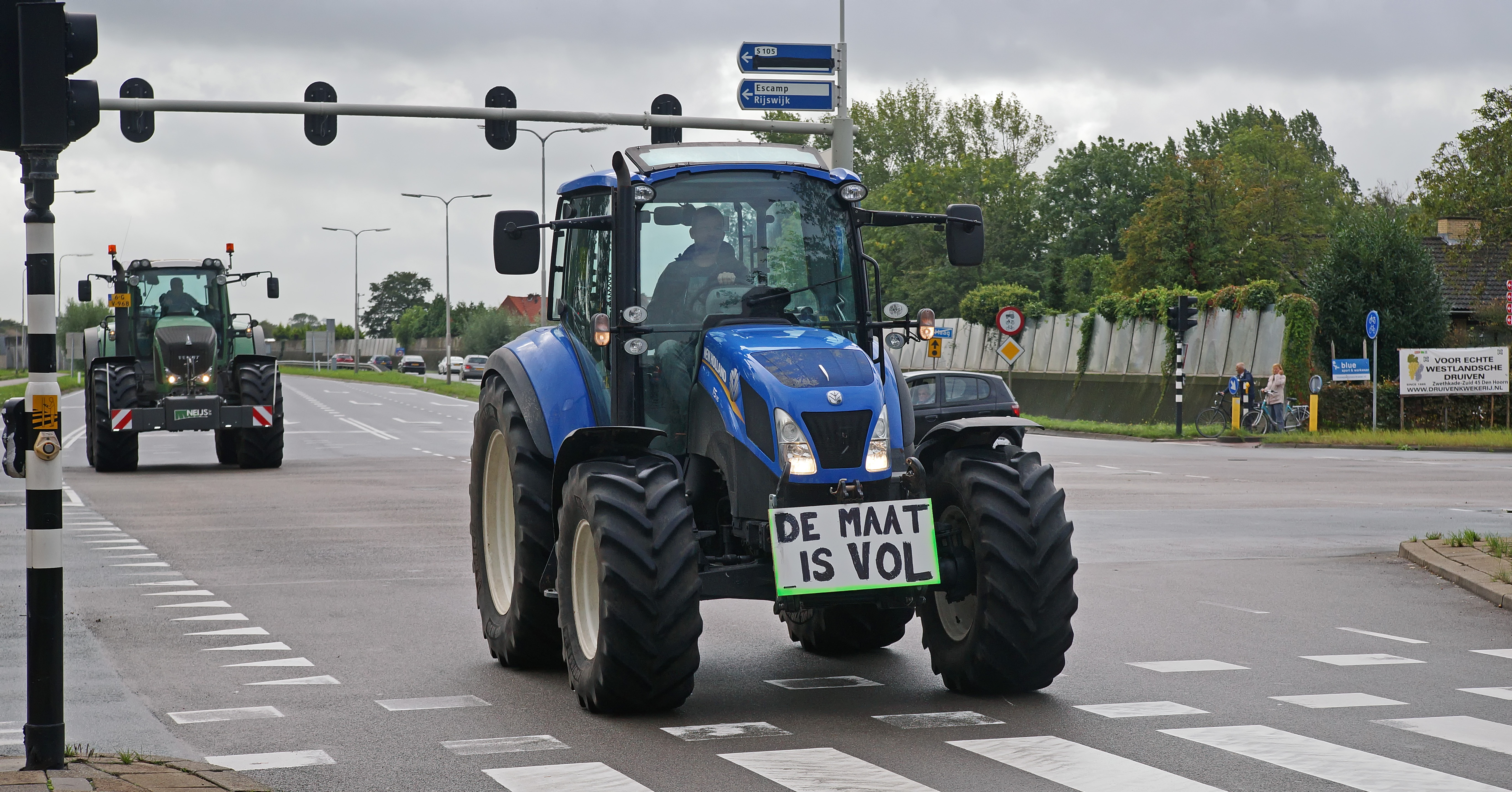
Deux tracteurs à La Haye le premier jour du mouvement.

Des manifestations d'agriculteurs ont eu lieu aux Pays-Bas en 2019 et 2020, principalement au volant de leurs tracteurs. Leur but initial est la contestation des mesures  visant à diminuer les émissions d'oxydes d'azote du secteur agricole que projette de mettre en place le gouvernement, puis s'élargit au manque de respect pour la profession agricole dans la société.

## Contexte

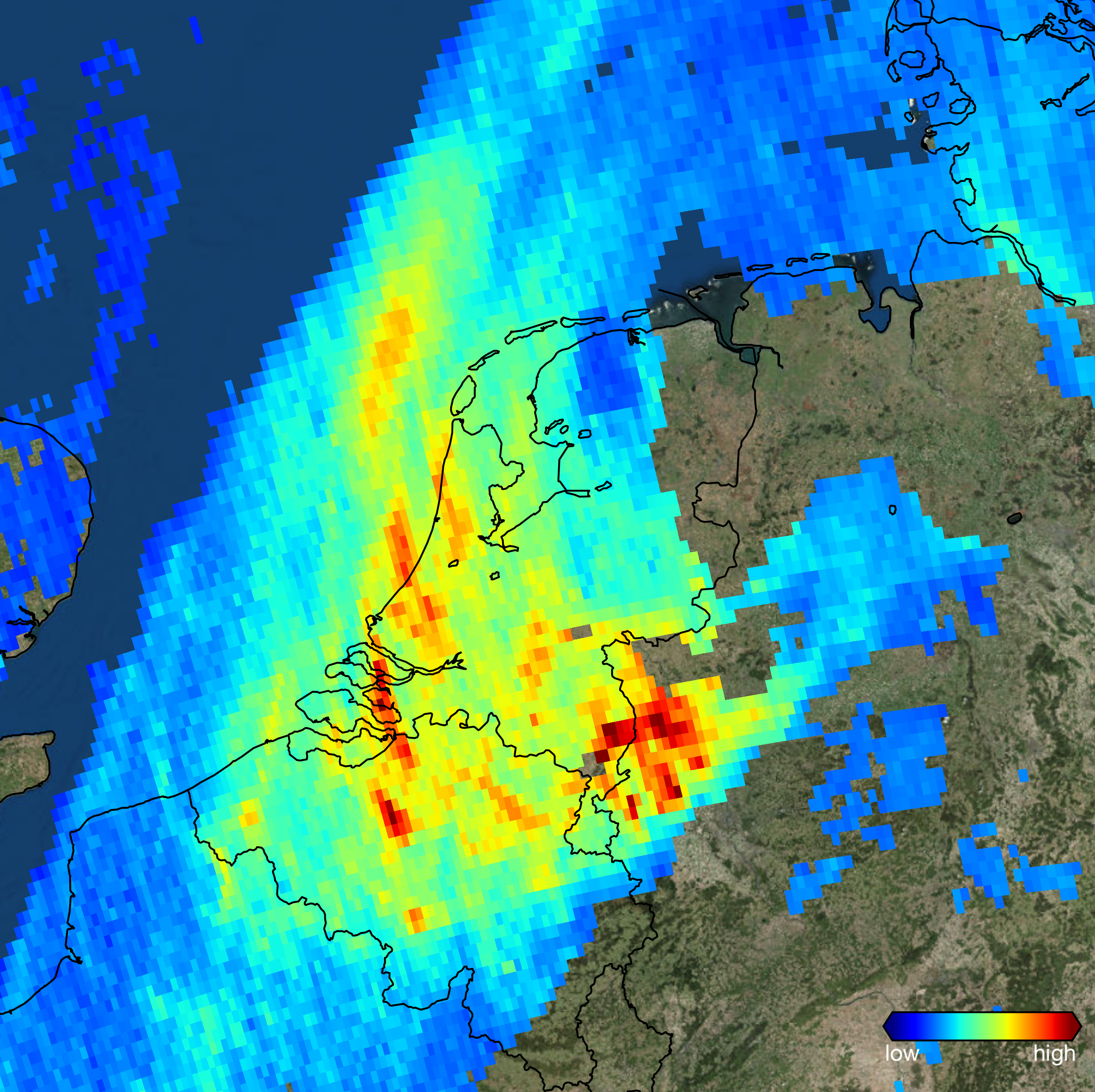
Concentration en oxyde d'azote au-dessus des Pays-Bas.

Les Pays-Bas doivent réduire leurs émissions de gaz à effet de serre. Le secteur agricole des Pays-Bas est accusé d'être un des principaux émetteurs d'azote. En effet, selon une étude du RIVM (Institut national de la santé publique et de l'environnement), le secteur agricole est responsable de 46 % des émissions d'oxydes d'azote. Les Pays-Bas sont le deuxième exportateur agricole du monde derrière les États-Unis. Le conseil d'État considère en septembre 2019 que les Pays-Bas ne font pas assez pour réduire les émissions de gaz à effet de serre. Cela a pour conséquence immédiate le gel de nombreux projets agricoles. Le parlementaire D66 Tjeerd de Groot (nl) propose de diminuer le cheptel de moitié. Cette proposition suscite la colère de nombreux agriculteurs.

## Déroulement

### 1eroctobre 2019
Les manifestations débutent  le 1er octobre 2019, lorsque des milliers d'agriculteurs se rendent à La Haye en tracteur, provoquant environ mille kilomètres d'embouteillages sur les autoroutes. Les manifestants se retrouvent au Malieveld. Carola Schouten, ministre de l'agriculture, s'engage à ne pas diviser par deux la quantité de bétail. Lorsque Tjeerd De Groot tente de défendre sa proposition, il est hué et reçoit des insultes, les agriculteurs lui tournent le dos et lui montrent un doigt d'honneur,.

### 14 octobre 2019
Le 14 octobre 2019, les manifestations ont lieu aux chefs-lieux des provinces. Quatre d'entre elles (Drenthe, Frise, Gueldre et Overijssel) décident de suspendre les nouvelles limitations sur les émissions d'oxyde d'azote. Dans la province de Groningue qui a décidé de conserver les restrictions d'émissions, des violences ont lieu et la porte de la maison provinciale est enfoncée par un tracteur.

## Conséquences
Un accord de principe est trouvé en décembre 2019 entre le gouvernement et treize organisations agricoles. Le gouvernement mobilise 250 M€ d'aides aux agriculteurs pour l'année 2020.
En février 2020, le gouvernement a mis 350 millions d'euros  à disposition des agriculteurs qui souhaitent arrêter leur activité, 172 M€ pour améliorer la durabilité des granges, un fonds de reconversion et des accompagnateurs pour aider à diminuer les émissions, et des fermes expérimentales pour chercher comment les réduire.
Le Mouvement agriculteur–citoyen est créé à la suite des manifestations et remporte un succès électoral aux élections provinciales néerlandaises de 2023.

## Opinion publique
Le mouvement des agriculteurs a une large approbation parmi la population à ses débuts. En décembre, après plusieurs blocages et des déclarations outrancières des organisateurs, le soutien au mouvement diminue dans l'opinion publique.